# 無人水面載具

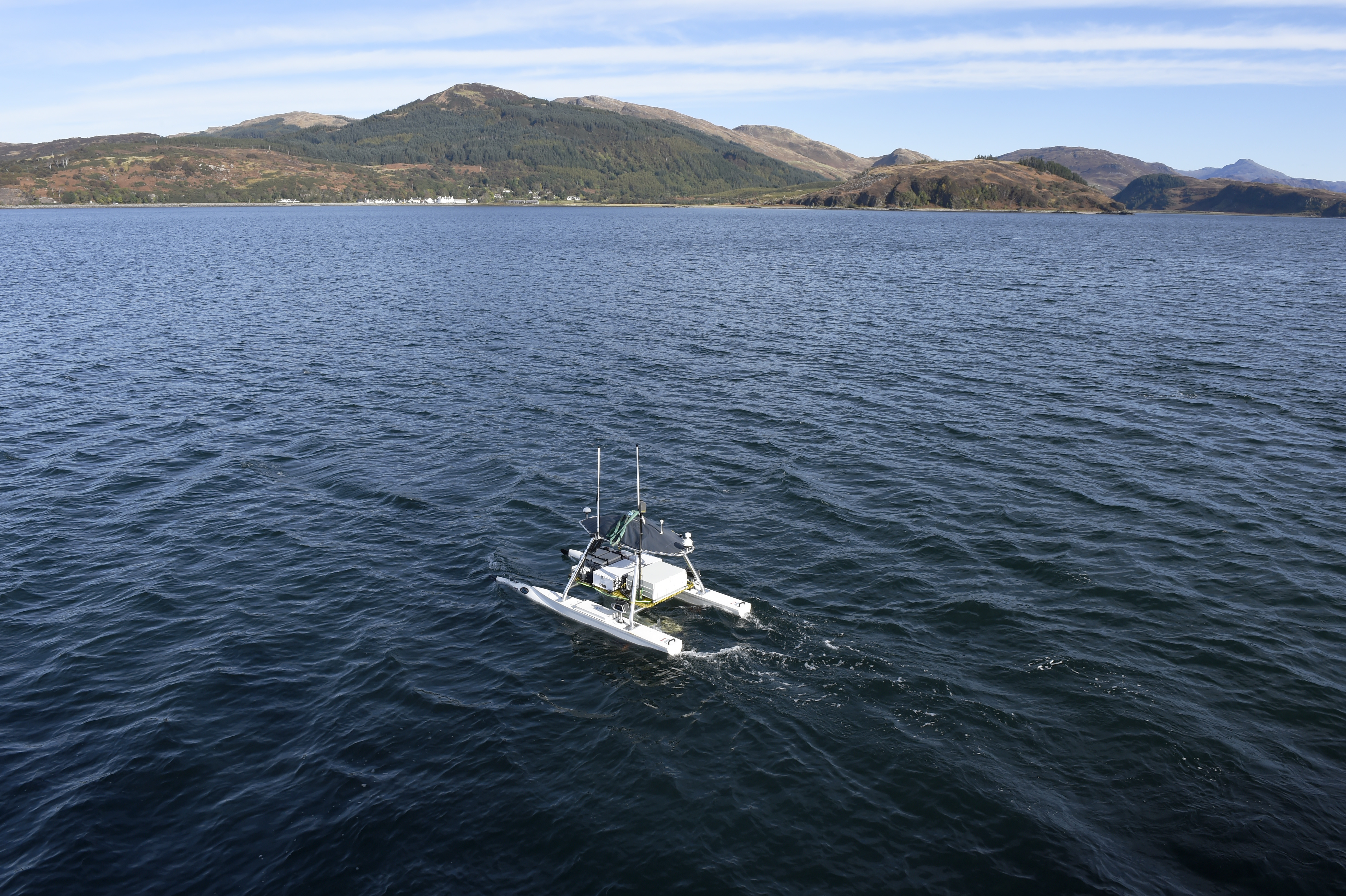
加拿大的無人巡測艇

無人水面載具（Unmanned surface vehicle，縮寫為USV），或稱自主水面載具（Autonomous surface vehicles，縮寫為ASV）、无人舰艇、水上無人機、水面無人機、海上無人機、海面無人機，是於水上操作的無人機。
在海洋學的研究上，水面無人機比氣象浮標效用更多，也比同等級的氣象觀測船與研究船便宜。水面無人機也可用於在港口附近蒐集垃圾、救援溺水者。

## 军事用途
2022年10月，在俄罗斯入侵乌克兰期间，乌克兰武装部队使用7艘無人水面載具和8架无人机袭击了多艘位于塞瓦斯托波爾海军基地的俄罗斯海军舰艇。这是無人水面載具首次投入海战使用。此后乌克兰海军又陆续多次出动无人艇，击沉击伤了多艘俄罗斯军舰。